# NGC 256
NGC 256 je otvoreni skup u zviježđu Tukanu.

## Vanjske poveznice
- SEDS: NGC 0256